# Hehe
Hehe ili Wahehe je naziv za etničku skupinu koja se sastoji od nekoliko nezavisnih plemena različitog podrijetla koji su u nekim slučajevima jedni drugima srodni. Zajedničko im je Bantu podrijetlo, te ih ima oko 192.000, uglavnom u Iringa pokrajini Tanzanije. Nijedno pleme koje broji više od 5000 ljudi s drugima ne dijeli jezik, iako se rabi ikiHehe za sporazumijevanje te im je kultura slična. 
Wahehe nisu bili politički jedinstveni do sredine 19. st. kada ih je ujedinio Poglavica Munyigumba iz Muyinga dinastije te su postali dominantno pleme u kraju, slavni po svojim ratnim uspjesima. Pod vladavinom Munyigumbinog sina, Poglavice Mkwawe, prvi put su se sreli i žestoko oduprili kolonizatoriskim njemačkim Schutztruppe snagama, ali nisu imali političku i ideološku infrastrukturu da bi otpor kolonizatorima mogao potrajati duže vrijeme tako da je godine 1898. Mkwawa počinio suicid kako bi izbjegao zarobljavanje. 